# سونغ يي
سونغ يي (بالصينية: 宋毅) هو لاعب هوكي الحقل صيني، ولد في 13 نوفمبر 1980.

## وصلات خارجية
- سونغ يي على موقع أوليمبيديا (الإنجليزية)
- سونغ يي على موقع اللجنة الأولمبية الصينية (الإنجليزية)